# Mizuna

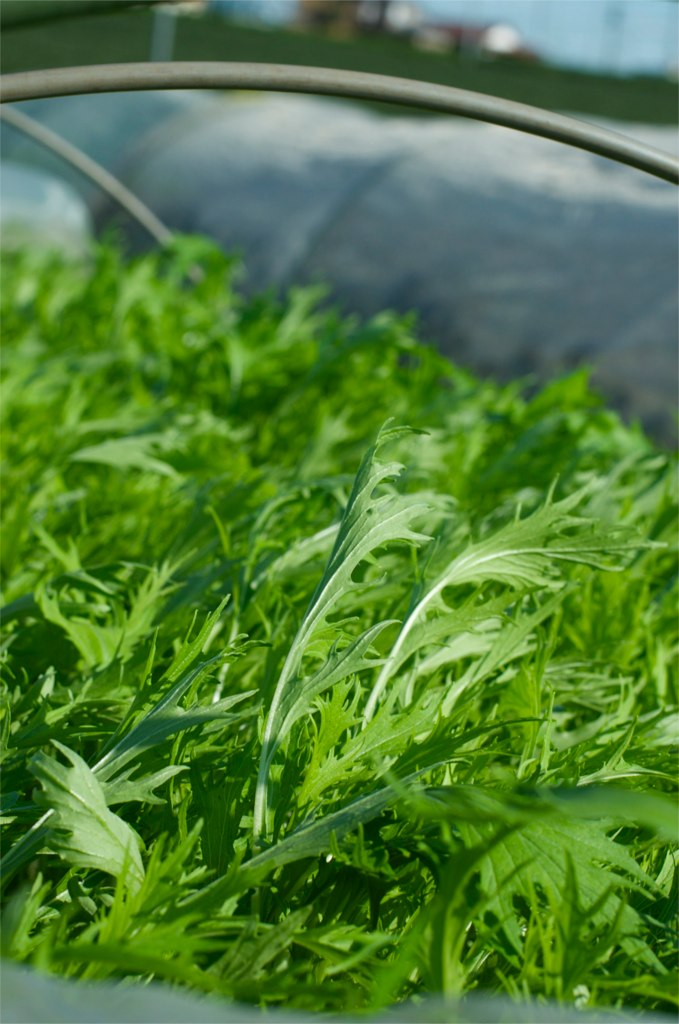
Feuilles de mizuna.

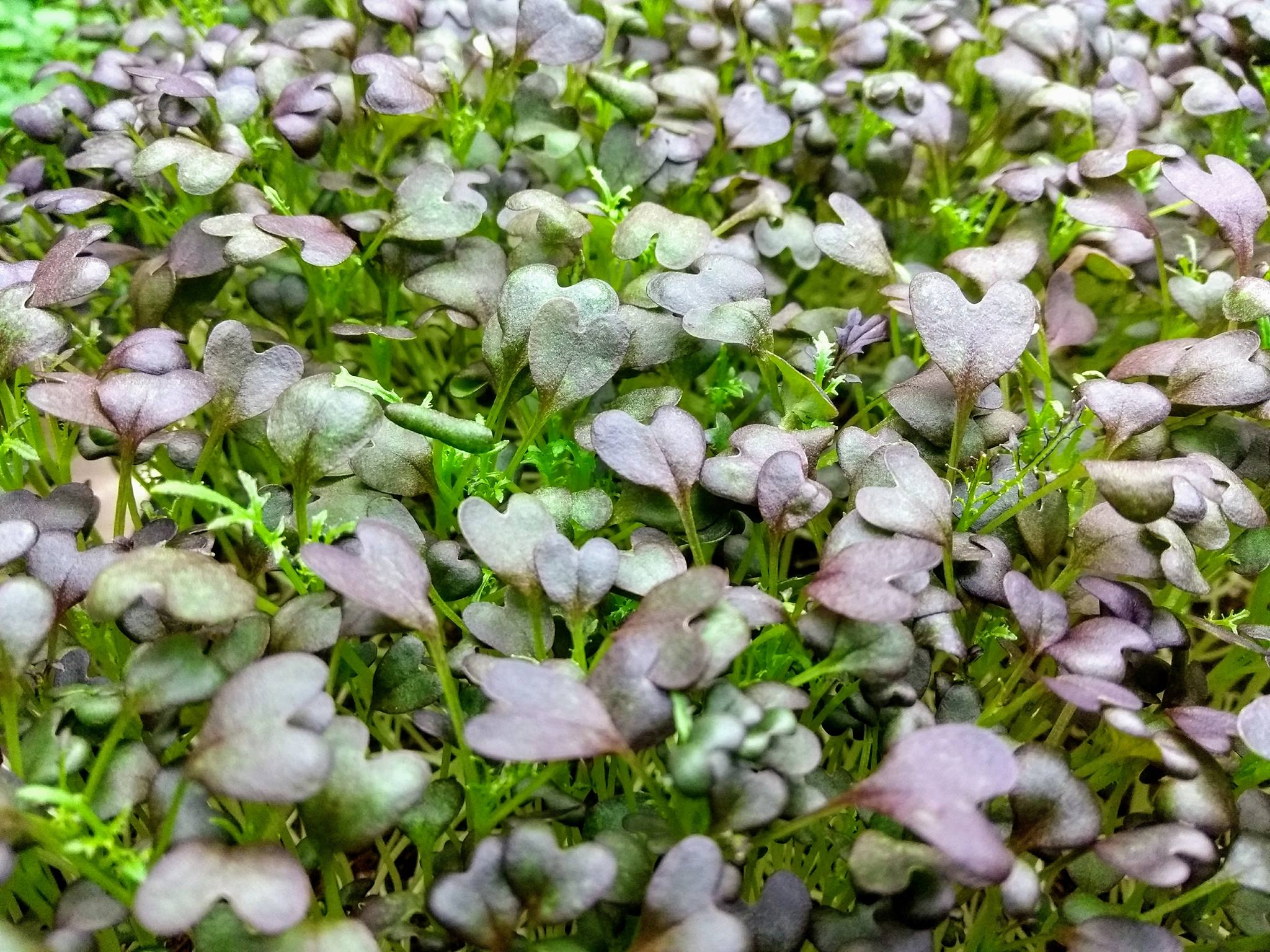
La mizuna peut être consommé en micropousses.

Le mizuna (Brassica rapa subsp. nipposinica) est une variété de Brassica rapa, espèce de plantes de la famille des brassicacées.   

## Origine du nom
Le nom de mizuna, [水菜], vient de 水 (« eau ») et 菜 (« légume »).  

## Caractéristiques
Les feuilles finement découpées et en rosette ressemblent à celles de la roquette.

## Utilisations

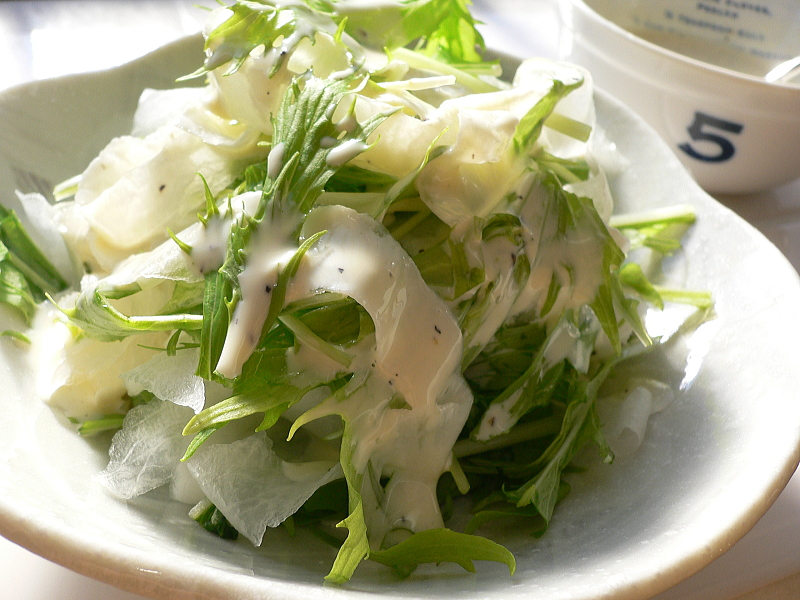
Daikon et Mizuna, sel, poivre noir, vinaigre, mayonnaise.

Le mizuna se consomme cru, en salade de feuilles ou de jeunes pousses, ou cuit, en légume ou en soupe.
La NASA a notamment choisi la salade Mizuna pour ses expériences visant à obtenir des aliments sains et cultivables en environnement spatial. Ceci dans le but de préparer ses futurs voyages et l'alimentation des astronautes. La première phase de ces expériences, Veg-04A, consiste en une mise en culture sur un cycle de croissance de 28 jours, à bord de l'ISS.